# Бања
Бања је лечилиште односно подручје на коме постоји и користи се један или више природних лековитих фактора. Природни лековити фактори могу бити: термална и минерална вода, ваздух, гас и лековито блато (пелоид). Ови фактори помажу или олакшавају тегобе, убрзавају лечење или зарастање или на неки други начин помажу процесу оздрављења. Постоје места у планинским пределима која се због чистог и свежег ваздуха називају „ваздушним бањама“. Илиџа је турски назив за бању.

## Историја
Бање постоје још од класичних времена када се купање у води сматрало популарним начином лечења болести. Археолошка истраживања у близини топлих извора у Француској и Чешкој открила су оружје и жртве из бронзаног доба.
Многи људи широм света веровали су да купање у одређеном извору, бунару или реци резултира физичким и духовним прочишћењем. Облици ритуалног прочишћења постојали су међу Арапима, Персијанцима, Османским Турцима, Индијанцима, Вавилонцима, Египћанима, Грцима и Римљанима. Данас се ритуално прочишћење водом може наћи у верским церемонијама муслимана, Јевреја, хришћана, будиста и хиндуса. Ове церемоније одражавају древно веровање у лековита својства воде. Сложени ритуали купања практиковали су се и у старом Египту, у праисторијским градовима долине Инда и у егејским цивилизацијама. Људи су обично мало градили око воде, а оно што је изграђено било је привремено.

## Бање у Србији
У Србији постоји више од 47 бања, а неке од њих датирају још из римског доба. Један број бања је већ уређен и има дугогодишњу традицију у туризму, док има бања које су препознате као лечилиште, али још увек нису довољно комерцијализоване.
Ипак, бање у све већој мери уводе бројни wellness садржај и квалитетну услугу, како би на тај начин привукли што већи број гостију.
У наставку се налази списак бања у Србији:
- Бадања
- Бањица
- Бањска Бања
- Безданска бања
- Биостанска Бања
- Богутовачка бања
- Брестовачка бања
- Бујановачка бања
- Буковичка бања
- Врањска Бања
- Врдник
- Бања Врујци
- Врњачка Бања
- Гамзиградска бања
- Горња Трепча
- Дивчибаре
- Златар
- Златибор
- Звоначка бања
- Ивањица
- Јодна бања
- Јошаничка Бања
- Бања Јунаковић
- Бања Кањижа
- Бања Клокот
- Бања Ковиљача
- Куршумлијска Бања
- Ломнички кисељак
- Луковска бања
- Бања Љиг
- Матарушка Бања
- Младеновачка бања
- Нишка Бања
- Новопазарска бања
- Новосадска Бања
- Обреновачка бања
- Овчар Бања
- Паланачки кисељак
- Палићка бања
- Пачир бања
- Пећка бања
- Прибојска бања
- Прилички кисељак
- Пролом бања
- Радаљска бања
- Рајчиновића бања
- Рибарска Бања
- Рудник
- Бања Русанда
- Сијаринска Бања
- Слатинска бања
- Бања у Старом Сланкамену
- Сокобања
- Торда
- Туларска бања

## Бање у Републици Српској
- Бања Слатина
- Бања Дворови
- Бања Губер
- Бања Вилина влас
- Бања Мљечаница
- Бања Врућица
- Бања Лакташи

## Галерија
- Бањски комплекс у Вршецу
- Базен са минералном водом Благоевграду
- Терме Гелерт у Будимпешти
- Улаз у извор Језеро у Врњачкој бањи